# Ormerod Terrace
Die Ormerod Terrace ist ein 3 km langes und rampenähnliches Plateau im ostantarktischen Viktorialand. In der Willett Range liegt es 300 m oberhalb des Caffin Valley parallel zur Südflanke des McSaveney Spur und fällt moderat zum Webb-Gletscher ab. Seine mittlere Höhe liegt bei 1600 m. 
Das Advisory Committee on Antarctic Names benannte die Terrasse 2005 nach Robin Ormerod, von 1984 bis 1995 Herausgeber des Magazins Antarctic der New Zealand Antarctic Society.